# 小眼粒鯰
小眼粒鯰，為輻鰭魚綱鯰形目粒鯰科的其中一種，為熱帶淡水魚，分布於亞洲馬來西亞淡水流域，體長可達2.9公分，棲息在底層水域，生活習性不明。